# Sergio Mantegazza

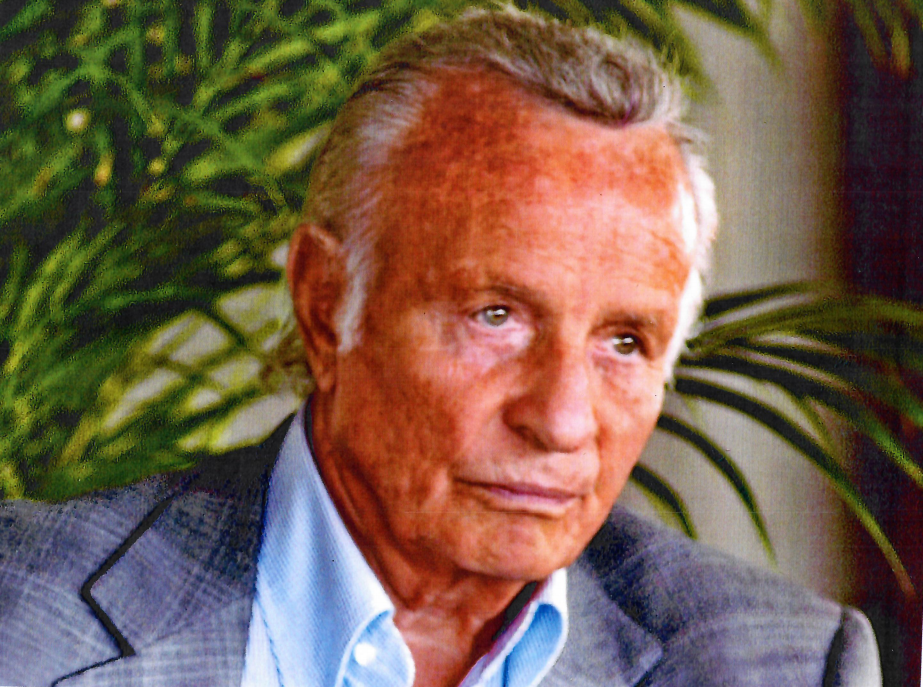
Sergio Mantegazza

Sergio Mantegazza (* 31. Oktober 1927 in Lugano; † 13. Februar 2024) war ein schweizerischer Unternehmer.

## Leben
Sein Vater Antonio Mantegazza gründete 1928 das Touristikunternehmen Globus. Mantegazza besuchte das Istituto Elvetico und studierte an der Gademann Business School. Mantegazza leitete das Unternehmen Globus, bis 2014 führte er auch das von ihm und seinem Bruder Geo 1967 gegründete Luftfahrtunternehmen Monarch Airlines. 
Im Herbst 2014 verkaufte die Familie Mantegazza die in finanziellen Schwierigkeiten befindlichen Monarch Airlines an die britische Investmentfirma Greybull Capital.
Ihm gehörte unter anderem die Yacht Lady Marina. Nach Angaben des US-amerikanischen Forbes Magazine gehörte Mantegazza zu den reichsten Schweizern und war in The World’s Billionaires 2005 gelistet. Auch das Schweizer Wirtschaftsmagazin Bilanz zählte die Familie zu den reichsten Schweizern. Sergio Mantegazza war verheiratet und hatte zwei Kinder.